# 屈折率
屈折率（くっせつりつ、英語: refractive index）とは、真空中の光速を物質中の光速（より正確には位相速度）で割った値であり、物質中での光の進み方を記述する上での指標である。真空を1とした物質固有の値を絶対屈折率、2つの物質の絶対屈折率の比を相対屈折率と呼んで区別する場合もある。
光速は物質によって異なるため、屈折率も物質によって異なる。光がある物質から別の物質に進むときに境界で進行方向を変える現象（屈折）は、スネルの法則により屈折率と結び付けられている。
物質内においては光速が真空中より遅くなり、境界においては入射角によって速度に勾配が生じるために、進行方向が曲げられることになる。
同じ物質であっても、屈折率は波長によって異なる。この性質は分散と言われる。そこで、特に断らないときには、光学材料の屈折率は波長589.3 nmの光（ナトリウムのD線）について示すのが慣習となっている。可視光領域では、波長が短いほど屈折率が大きくなることが多い。これを正常分散という。これに対し、波長が短いほど屈折率が小さくなっている場合、これを異常分散という。また波長が可視光よりもずっと短い軟X線・X線領域では、物質の屈折率が1に近くなるため、扱うには専用の光学部品が必要になる。
分散を実際に観察するには、プリズムがよく用いられる。白色光を入射させると虹色に分光されるのはこの分散という性質により引き起こされる。吸収のある物質の場合には、吸収率を虚数部に加えて複素屈折率で表すのが便利である。また、異方性のある物質の場合には屈折率は偏光の向きによって異なり、複屈折が起こる。

## 屈折率の値
MKSA単位系あるいは国際単位系（SI）では、屈折率n は、真空中の光速度c を媒質中の光速度v（より正確には位相速度）で割った値で表される。
{\displaystyle n={\frac {c}{v}}={\sqrt {\frac {\epsilon \mu }{\epsilon _{0}\mu _{0}}}}}
ここでμ、εは材質の透磁率、誘電率
μ0、ε0は真空の透磁率、誘電率
吸収のある物質内では、複素屈折率の実数部が1より小さくなり、位相速度が真空中の光速度よりも大きくなる場合があるが、エネルギーや情報が位相速度で伝わるわけではないので、相対性理論とは矛盾しない。近年、フォトニック結晶などが作成されて、特定の周波数に対しては屈折率が負になる現象も観察されている。また、フェムト秒パルスレーザーなどの非常に強いレーザー光を用いると非線形光学現象が起こり、屈折率が光強度に依存するような現象も知られている。
いくつかの物質の屈折率は以下である（ナトリウムのD線・波長589.3 nmの光に対して）。
| 物質                   | 屈折率        | 備考      |
| ---------------------- | ------------- | --------- |
| 空気                   | 1.000292      | 0℃、1気圧 |
| 二酸化炭素             | 1.000450      |           |
| 氷                     | 1.309         | 0℃        |
| 水                     | 1.3334        | 20℃       |
| エタノール             | 1.3618        |           |
| パラフィン油           | 1.48          |           |
| ポリメタクリル酸メチル | 1.491         | 20℃       |
| 水晶                   | 1.5443        | 18℃       |
| 光学ガラス             | 1.43 - 2.14   |           |
| サファイア             | 1.762 - 1.770 |           |
| ダイヤモンド           | 2.417         |           |

屈折率が高い素材ほど曲率が小さくて済み、レンズを薄くできるため、眼鏡用などに高屈折率素材を用いたレンズが開発されているが、高価で強度などに劣る欠点がある。伝統的な高屈折率眼鏡用レンズとして、屈折率が高く強度にも優れたサファイアが用いられることがあるが、当然ながら極めて高価である。
屈折率もまた、コーシーの方程式で与えられるように、光の波長によって変化する。コーシー方程式の最も一般的な形は次の通りである：
{\displaystyle n(\lambda )=A+{\frac {B}{\lambda ^{2}}}+{\frac {C}{\lambda ^{4}}}+\cdots ,}

## 分極率との関係
屈折率と分極率との関係は、ローレンツ・ローレンツの式で与えられる。

## 複素屈折率
複素屈折率（ふくそくっせつりつ）とは、屈折率の定義を吸光のある物質に対して拡張した物理量である。
複素屈折率m を実部と虚部に分解して
{\displaystyle m=n-ik}
と表記したとき、実部n は通常の屈折率を表し、虚部k は消衰係数と呼ばれる。非吸光性物質ではk = 0 である。
また、次の関係がある。
{\displaystyle {\begin{aligned}&n^{2}-k^{2}=\epsilon _{r}\mu _{r}\\&2nk={\frac {\sigma \mu _{r}\lambda }{2\pi \epsilon _{0}c}}\end{aligned}}}
ここで
- εr ：比誘電率
- μr ：比透磁率
- σ ：導電率
- λ ：波長
- c ：光速

である。
屈折率と消衰係数との間には、クラマース・クローニッヒの関係式が成り立つ。